# Блу-Маунтінс (Ямайка)
Блу-Маунтінс (англ. Blue Mountains) — гори на сході Ямайки. Найвища точка — гора Блу-Маунтін-Пік (2256 м).
Частина гір Блу-Маунтінс входить в заснований в 1992 році національний парк.

## Географія
Блакитні гори розташовані у східній третині Ямайки, на території округів Портленд, Сент-Томас, Сент-Мері та Сент-Ендрю. Частина Блакитних гір розміщена на території гірського Національного парку «Блу і Джон Кроу», створеного у 1992 році.

## Клімат
| Клімат Блакитних гір (висота над рівнем моря: 1493 метри (4898 футів) | Клімат Блакитних гір (висота над рівнем моря: 1493 метри (4898 футів) | Клімат Блакитних гір (висота над рівнем моря: 1493 метри (4898 футів) | Клімат Блакитних гір (висота над рівнем моря: 1493 метри (4898 футів) | Клімат Блакитних гір (висота над рівнем моря: 1493 метри (4898 футів) | Клімат Блакитних гір (висота над рівнем моря: 1493 метри (4898 футів) | Клімат Блакитних гір (висота над рівнем моря: 1493 метри (4898 футів) | Клімат Блакитних гір (висота над рівнем моря: 1493 метри (4898 футів) | Клімат Блакитних гір (висота над рівнем моря: 1493 метри (4898 футів) | Клімат Блакитних гір (висота над рівнем моря: 1493 метри (4898 футів) | Клімат Блакитних гір (висота над рівнем моря: 1493 метри (4898 футів) | Клімат Блакитних гір (висота над рівнем моря: 1493 метри (4898 футів) | Клімат Блакитних гір (висота над рівнем моря: 1493 метри (4898 футів) | Клімат Блакитних гір (висота над рівнем моря: 1493 метри (4898 футів) |
| Показник                                                              | Січ.                                                                  | Лют.                                                                  | Бер.                                                                  | Квіт.                                                                 | Трав.                                                                 | Черв.                                                                 | Лип.                                                                  | Серп.                                                                 | Вер.                                                                  | Жовт.                                                                 | Лист.                                                                 | Груд.                                                                 | Рік                                                                   |
| Середній максимум, °C                                                 | 20,0                                                                  | 19,9                                                                  | 21,0                                                                  | 21,5                                                                  | 21,8                                                                  | 22,9                                                                  | 23,7                                                                  | 23,7                                                                  | 23,0                                                                  | 21,9                                                                  | 21,1                                                                  | 20,4                                                                  | 21,7                                                                  |
| Середній мінімум, °C                                                  | 11,9                                                                  | 11,7                                                                  | 12,0                                                                  | 12,6                                                                  | 13,5                                                                  | 14,2                                                                  | 14,7                                                                  | 15,0                                                                  | 14,4                                                                  | 14,5                                                                  | 14,0                                                                  | 12,9                                                                  | 13,5                                                                  |
| Середня кількість сонячних годин на місяць                            | 127,1                                                                 | 87,6                                                                  | 145,7                                                                 | 132,0                                                                 | 124,0                                                                 | 138,0                                                                 | 155,0                                                                 | 145,7                                                                 | 129,0                                                                 | 127,1                                                                 | 126,0                                                                 | 124,0                                                                 | 1561,2                                                                |
| Норма опадів, мм                                                      | 126                                                                   | 116                                                                   | 103                                                                   | 172                                                                   | 219                                                                   | 141                                                                   | 79                                                                    | 179                                                                   | 226                                                                   | 343                                                                   | 396                                                                   | 235                                                                   | 2335                                                                  |
| Днів з опадами                                                        | 12                                                                    | 9                                                                     | 9                                                                     | 11                                                                    | 14                                                                    | 9                                                                     | 7                                                                     | 10                                                                    | 14                                                                    | 17                                                                    | 16                                                                    | 14                                                                    | 142                                                                   |
| Вологість повітря, %                                                  | 83                                                                    | 84                                                                    | 84                                                                    | 85                                                                    | 86                                                                    | 83                                                                    | 80                                                                    | 83                                                                    | 87                                                                    | 90                                                                    | 88                                                                    | 87                                                                    | 85                                                                    |
| --------------------------------------------------------------------- | --------------------------------------------------------------------- | --------------------------------------------------------------------- | --------------------------------------------------------------------- | --------------------------------------------------------------------- | --------------------------------------------------------------------- | --------------------------------------------------------------------- | --------------------------------------------------------------------- | --------------------------------------------------------------------- | --------------------------------------------------------------------- | --------------------------------------------------------------------- | --------------------------------------------------------------------- | --------------------------------------------------------------------- | --------------------------------------------------------------------- |
| Джерело: Meteorological Service (Jamaica)                             |                                                                       |                                                                       |                                                                       |                                                                       |                                                                       |                                                                       |                                                                       |                                                                       |                                                                       |                                                                       |                                                                       |                                                                       |                                                                       |